# Macapta
Macapta is een geslacht van vlinders van de familie Uilen (Noctuidae), uit de onderfamilie Hadeninae.

## Soorten
- M. albivitta Hampson, 1910
- M. bruma Schaus, 1906
- M. carnescens Schaus, 1906
- M. dileuca Hampson, 1910
- M. grisea Köhler, 1968
- M. holophaea Druce, 1908
- M. lurida Schaus, 1894
- M. lydia Jones, 1912
- M. marginata Schaus, 1904
- M. mursa Schaus, 1894
- M. niveigutta Schaus, 1904
- M. obliqua Jones, 1914
- M. psectrocera Hampson, 1910
- M. rubrescens Schaus, 1904